# Lyle Workman
Lyle Workman (San Jose, 21 oktober 1957) is een Amerikaans componist, muzikant en muziekproducent van onder meer filmmuziek.

## Biografie
Workman is een ervaren gitarist en bassist. In de afgelopen jaren is hij op vele fronten actief geweest. Als sessiemuzikant heeft hij gespeeld op records met artiesten als onder meer Michael Bublé, Bryan Adams, Alanis Morissette en Shakira. Ook produceerde hij het album Next to Me van de Nederlandse zangeres Ilse DeLange. Workman is ook te horen als gitarist en bassist op het computerspel Guitar Hero uit 2005. Hij schreef ook muziek voor radio en televisie, en uiteindelijk maakte hij de spong naar de speelfilms. Zijn bekendste werken zijn American Pie: Reunion, Yes Man en The 40 Year Old Virgin. Workman won met zijn filmmuziek drie ASCAP Awards en twee BMI Awards.

## Filmografie
- 2001: Made
- 2005: The 40 Year Old Virgin
- 2007: Superbad
- 2008: Forgetting Sarah Marshall
- 2008: Yes Man
- 2009: The Goods: Live Hard, Sell Hard
- 2010: Get Him to the Greek
- 2011: Win Win
- 2012: American Pie: Reunion (aka: American Reunion)
- 2012: Stand Up Guys
- 2013: 21 & Over
- 2013: The Incredible Burt Wonderstone
- 2016: Bad Santa 2
- 2018: Overboard

## Overige producties

### Televisiefilms
- 2016: Chad: An American Boy

### Televisieseries
- 2001: Dinner for Five (2001 - 2002)
- 2014: Bad Teacher
- 2015: Weird Loners
- 2016: Love (2016 - 2018)
- 2017: Sun Records
- 2017: The Bold Type
- 2017: Crashing (2017 - heden)
- 2018: Good Girls

### Documentaires
- 2014: The Green Girl